# Hyundai i40
Хјундаи i40 (кореј. 현대 i40, енгл. Hyundai i40) је аутомобил који производи јужнокорејска фабрика аутомобила Хјундаи. Производио се од 2011. до 2019. године.

## Историјат
Први пут је i40 у лимузинској верзији представљен на салону аутомобила у Барселони маја 2011. године. Хјундаи i40 је велики породични аутомобил дизајниран у Хјундаијевом европском истраживачко-развојном центру у Немачкој. Дели платформу са сонатом, возилом намењено за америчко тржиште. Управо i40 мења сонату на европском тржишту, док на америчком није доступан.
Иако је седан верзија прва представљена, караванска верзија је прва стигла на тржишта септембра 2011. у Европи и Јужној Кореји. Седан верзија је пуштена у продају јануара 2012. године, такође доступан у Аустралији и Новом Зеланду. Направљен је у складу са дизајнерским правцем компаније fluidic sculpture, који се базира на четири аспекта: динамичност, софистицираност, елеганција и самоувереност.
На Euro NCAP тестовима судара i40 је 2011. године добио максималних пет звездица за безбедност. 2015. године урађен је редизајн.
У понуди су бензински мотори од 1.6 GDI (135 КС), 2.0 GDI (178 КС), 2.0 MPi (166 КС) и дизел мотори од 1.6 CRDi (115, 136 и 140 КС).

## Галерија
- седан
- седан
- унутрашњост
- караван
- караван